# Kiyotsugu Hirayama
Kiyotsugu Hirayama (平山清次 Hirayama Kiyotsugu?, 13 de octubre de 1874 - 8 de abril de 1943) fue un astrónomo japonés, conocido por el descubrimiento de las familias de asteroides, grupos de asteroides que comparten similares regiones orbitales. Los grupos que identificó se llaman familias de Hirayama en su honor.
La familia de Flora de asteroides fue establecida por el profesor en la Universidad Imperial de Tokio.
El asteroide (1999) Hirayama es nombrado en su honor, así como el cráter Hirayama en la Luna, honor compartido con el también astrónomo japonés del mismo apellido Shin Hirayama (1867-1945).